# جولیا گوین
جولیا رونییا گوین (به آلمانی: Giulia Ronja Gwinn) (زادهٔ ۲ ژوئیهٔ ۱۹۹۹ میلادی) یک بازیکن زن فوتبال اهل کشور آلمان است. او به عنوان هافبک برای باشگاه فوتبال فرایبورگ (زنان) بازی می‌کند. وی با قراردادی در تاریخ ۲۳ فوریهٔ ۲۰۱۹ توافق به انتقال از این باشگاه به باشگاه فوتبال زنان بایرن مونیخ را انجام داد.

## ابتدای زندگی
گوین بازی فوتبال را از سن هشت سالگی و برای باشگاه تی‌اس‌گی آیلینن آغاز کرد و پس از آن در باشگاه والیبال اشتوتگارت فریدریشسهافن کار خود را ادامه داد. در سال ۲۰۰۹ برای باشگاه اف‌وی رافنسبورگ بازی کرد. پس از آن در تیم ب جوانان باشگاه اس وی واینگارتن و به عنوان تنها بازیکن دختر این تیم بازی کرد.

## پیشهٔ باشگاهی
جولیا گوین در سال ۲۰۱۵ و در سن شانزده سالگی به بوندس‌لیگا رفت تا در فصل ۱۶–۲۰۱۵ برای تیم فرایبورگ بازی کند.او قراداد اولیه خود در فوریهٔ ۲۰۱۵ را با وجود داشتن پیشنهادهایی از باشگاه‌های بایرن مونیخ و توربین پوتسدام با این تیم به امضا رساند.

## پیشهٔ ملی

### جوانان
جولیا گوین در تیمهای ملی زیر ۱۵ سال و زیر ۱۶ سال فوتبال زنان آلمان بازی کرده‌است. وی توسط بتینا ویگمن در سن ۱۳ سالگی به تیم ملی زیر ۱۵ سال در نوامبر ۲۰۱۲ دعوت شد.او نخستین بازی ملی خود را برای تیم ملی زیر ۱۵ سال آلمان در آوریل ۲۰۱۳ و در مقابل تیم هلند انجام داد. او سه بازی ملی در تیم زیر ۱۶ سال زنان آلمان را نیز در سال ۲۰۱۴ انجام داد.

### بزرگسالان
جولیا گوین در تاریخ ۱۴ مهٔ ۲۰۱۹ به تیم ملی دعوت شد تا به همراه این تیم در مسابقات جام جهانی فوتبال زنان ۲۰۱۹ شرکت کند. او در نخستین بازی خود و اولین بازی آلمان در جام جهانی فوتبال زنان موفق شد با زدن تک گل بازی این تیم را در مقابل چین پیروز کند. او در این بازی به عنوان بهترین بازیکن زمین شناخته شد.اردوی جام جهانی تیم زنان آلمان در یک چهارم نهایی با باخت ۲–۱ به سوئد با حذف آلمان به پایان رسید. اما جولیا گوین پس از پایان مسابقات به عنوان بهترین بازیکن جوان این بازیها دست یافت.

### گل‌های ملی
تعداد گل‌ها و نتایج بازی‌ها:
| گل‌های جولیا گوین– برای تیم ملی زنان آلمان | گل‌های جولیا گوین– برای تیم ملی زنان آلمان | گل‌های جولیا گوین– برای تیم ملی زنان آلمان | گل‌های جولیا گوین– برای تیم ملی زنان آلمان | گل‌های جولیا گوین– برای تیم ملی زنان آلمان | گل‌های جولیا گوین– برای تیم ملی زنان آلمان | گل‌های جولیا گوین– برای تیم ملی زنان آلمان |
| #                                         | تاریخ                                     | مکان                                      | حریف                                      | گل زده                                    | نتیجه                                     | چهارچوب رقابت                             |
| ----------------------------------------- | ----------------------------------------- | ----------------------------------------- | ----------------------------------------- | ----------------------------------------- | ----------------------------------------- | ----------------------------------------- |
| 1.                                        | ۱۰ نوامبر ۲۰۱۸                            | اسنابروک، آلمان                           | ایتالیا                                   | 3–2                                       | 5–2                                       | دوستانه                                   |
| 2.                                        | ۸ ژوئن ۲۰۱۹                               | رن، فرانسه                                | چین                                       | 1–0                                       | 1–0                                       | گروه B جام جهانی فوتبال زنان ۲۰۱۹         |

Source: